# Starmania (Rockoper)
Starmania ist eine Rockoper von Michel Berger (Musik) und Luc Plamondon (französische Originaltexte), basierend auf ihrem gleichnamigen Konzeptalbum von 1978. Bekannt ist auch die englische Adaption durch Tim Rice mit dem Titel Tycoon.

## Produktionsgeschichte
Im Jahre 1978 veröffentlichten die Komponisten ein Konzeptalbum mit dem Titel Starmania in Frankreich, mit Gesangsdarbietungen von u. a. Daniel Balavoine und France Gall. Der Erfolg dieses Albums führte ab 1979 mehrfach zu französischen Bühnenversionen; in Paris lief das Stück knapp 20 Jahre. Eine deutsche Bearbeitung war von Dezember 1991 bis Juni 1992 im Essener Aalto-Theater mit Uwe Kröger, Paul Kribbe, Gundula Ulbrich, Annika Bruhns, Andrea Weiss und Pamela Falcon in den Hauptrollen zu sehen. 
Auf Grund der andauernden Erfolge in Frankreich übernahm der bekannte englische Musicaltexter Tim Rice die Übersetzung des Stückes in die englische Sprache. Diese Arbeit resultierte in einem weiteren, diesmal englischsprachigen, Konzeptalbum im Jahre 1992, auf dem namhafte internationale Künstler (u. a. Tom Jones, Céline Dion, Cyndi Lauper, Nina Hagen und der Cock-Robin-Sänger Peter Kingsbery) die Songs der Show interpretierten.
Umgestaltet zu einem abendfüllenden Musical, fanden die Premieren dieser neuen Version im Oktober 1993 in Paris und 1995 in El Paso, Texas (USA) statt.
Anlässlich des 25. Bühnenjubiläums der Show wurde im November 2004 in Montreal, Québec (Kanada) – der Heimat Luc Plamondons – eine konzertante Version aufgeführt, die dann später auch in Paris zu sehen war.
Eine Neuinszenierung durch Thomas Jolly lief ab 2022 zwei Spielzeiten in der Seine Musicale in der Region Paris, ging auf Tournee in Frankreich, der Schweiz, Belgien und Kanada und endete nach 361 Aufführungen. Das 45. Jubiläum der Rock-Oper wurde im August 2024 in der Stadt Québec mit einem Einzelkonzert gefeiert.

## Handlung
Starmania spielt in der düster-futuristischen Stadt Monopolis, der Hauptstadt von Occident, in der totalitäre Bestrebungen und Terrorismus einander gegenüberstehen. Die Medien werden manipuliert (so auch die titelgebende Fernsehsendung Starmania), jeder verfolgt nur seine eigenen Interessen. Inmitten dieser bedrückenden Umstände versuchen drei Liebespaare, die selbst Teil des Systems sind, ihr Glück zu finden. Die Geschichte kann aber letztlich zu keinem Happy End führen: der bedrückende (für die englische Fassung titelgebende) Tycoon Zéro Janvier kommt mit Hilfe seines Geldes an die Macht. 

## Musik (englische Version)
1. Akt
- Overture (Instrumental)
- This Is Our City (Monopolis)
- Something's Going On
- A Little Damage Done
- News
- You Get What You Deserve
- Flashback - Johnny Meets Sadia
- Working Girl
- Starmania
- I Would Love To Change The World
- Ziggy
- Pollution's Child
- Mamasville
- Cristal Interviews Johnny
- Northern Side
- The Abduction Of Cristal (Instrumental)
- Zero's Campaign
- Coup De Foudre
- Harder Not To Notice / This Is Our City (Monopolis)

2. Akt
- Entr'Acte
- Farewell To A Sex-Symbol
- Zero's Letter To Stella
- Triangle Of Jealousy / I Can't Take Any More
- Interview With Zero And Stella
- Ego Trip
- Nothing Left To Lose
- Sadia (Instrumental)
- A Dying Art
- You Have To Learn To Live Alone
- Tonight We Dance
- Only The Very Best
- Breaking Dreams
- The World Is Stone